# Dreamcatcher (Supernatural)
Dreamcatcher è l'album di debutto del gruppo musicale svedese Supernatural, pubblicato il 20 maggio 2002 su etichetta discografica Warner Music Sweden.

## Tracce
1. Rock U – 3:12
2. Kryptonite – 3:40
3. Supernatural – 3:14
4. I'm Gonna Love You – 4:46
5. Show Me – 3:13
6. Code Red – 3:31
7. Don't Pop Me Down – 3:39
8. Life Is a Miracle – 3:13
9. Closer I Get... – 3:35
10. Dance – 3:42
11. Supernatural (E-Sign Remix) – 6:24

## Classifiche

### Classifiche settimanali
| Classifica (2002) | Posizione massima |
| ----------------- | ----------------- |
| Svezia            | 1                 |

### Classifiche di fine anno
| Classifica (2002) | Posizione |
| ----------------- | --------- |
| Svezia            | 44        |